# فانيسا بيتروو
فانيسا بيتروو (بالألمانية: Vanessa Petruo )‏ (و. 1979  م) هي مغنية، وممثلة أفلام ألمانية، ولدت في برلين.

## وصلات خارجية
- فانيسا بيتروو على موقع IMDb (الإنجليزية)
- فانيسا بيتروو على موقع ألو سيني (الفرنسية)
- فانيسا بيتروو على موقع ميوزك برينز (الإنجليزية)
- فانيسا بيتروو على موقع أول موفي (الإنجليزية)
- فانيسا بيتروو على موقع ديسكوغز (الإنجليزية)
- فانيسا بيتروو على موقع قاعدة بيانات الفيلم (الإنجليزية)